# Шаровка (Днепропетровская область)
Шаровка (укр. Шарівка) — село,
Ляшковский сельский совет,
Царичанский район,
Днепропетровская область,
Украина.
Код КОАТУУ — 1225683010. Население по переписи 2001 года составляло 309 человек .

## Географическое положение
Село Шаровка примыкает к селу Орловка, на расстоянии в 1,5 км расположено село Назаренки и в 2,5 км — село Ляшковка.
Рядом проходит автомобильная дорога Т-0441.